# Allô, Mademoiselle !
Pour plus de détails, voir Fiche technique et Distribution.
Allô, Mademoiselle ! est un film français réalisé par Maurice Champreux et sorti en 1932.

## Synopsis
Gaby a fait passer une annonce dans la presse pour trouver un mari ; elle obtient une réponse de Berthier, le directeur d'un central téléphonique. Dans le même temps, Yvonne, une téléphoniste, a été invitée par Vanetti, un homme marié. Or les deux couples se donnent rendez-vous au même endroit et vont se tromper de partenaires.

## Fiche technique
- Titre : Allô, Mademoiselle !
- Réalisateur : Maurice Champreux
- Scénario : A. Rosenfeld
- Dialogues : Louis Vérier
- Photographie : Nicolas Toporkoff
- Musique : Otto Stransky
- Société de production : Gaumont-Franco-Films Aubert
- Durée : 87 minutes
- Date de sortie : France - 9 décembre 1932

## Distribution
- Dolly Davis : Yvonne
- Lily Zévaco : Gaby
- Pierre de Rigoult : Berthier
- Jeanne Fusier-Gir : Adèle
- Géo Bury : Vanetti
- Félix Oudart : Dupoulard